# 卡森·泰勒
卡森·泰勒（英語：Carson Tyler，2004年6月9日—），美国男子跳水运动员，2021年青年泛美运动会男子1米跳板和混合团体铜牌得主、2022年世界游泳锦标赛混合双人10米跳台铜牌得主、2025年世界游泳锦标赛男子双人10米跳台铜牌得主。